# Zilvercyanide
Zilvercyanide (AgCN) is het zilverzout van blauwzuur. De stof komt voor als kleurloze tot witte hexagonale kristallen, die onoplosbaar zijn in water. Onzuiverheden kunnen de kristallen grijs doen kleuren. Het oplosbaarheidsproduct (Ks) van zilvercyanide bedraagt {\displaystyle {\ce {5,97.10^{-17}}}}.

## Synthese
Zilvercyanide kan bereid worden door reactie van een oplosbaar zilverzout en een oplosbaar cyanide (zoals natriumcyanide). Hierbij zal, door de lage oplosbaarheid, zilvercyanide neerslaan. Dit principe wordt soms gebruikt om zilverionen (Ag+) in een oplossing aan te tonen, hoewel het gebruik van cyaniden strikt geregeld is, aangezien het zeer toxische blauwzuur gevormd kan worden. Het is beter om met chloriden of bromiden zilver aan te tonen.

## Toxicologie en veiligheid
Zilvercyanide is, zoals alle cyaniden, zeer toxisch en mag in geen enkel geval ongecontroleerd gemengd worden met zuren. Hierbij ontstaat anders het zeer toxische blauwzuur. Bij de thermische ontleding van het zout komen eveneens blauwzuur en giftige stikstofoxiden vrij.